# Sabicea tchapensis
Sabicea tchapensis är en måreväxtart som beskrevs av Kurt Krause. Sabicea tchapensis ingår i släktet Sabicea och familjen måreväxter. Inga underarter finns listade i Catalogue of Life.